# Foiano di Val Fortore
Foiano di Val Fortore – miejscowość i gmina we Włoszech, w regionie Kampania, w prowincji Benewent.
Według danych na I 2009 gminę zamieszkiwało 1486 osób przy gęstości zaludnienia 36,4 os./1 km².